# Andrey Shtygel
Andrey Shtygel (tiếng Belarus: Андрэй Штыгель; tiếng Nga: Андрей Штыгель; sinh 22 tháng 6 năm 1994) là một cầu thủ bóng đá Belarus hiện tại thi đấu cho Gomel.